# Palazzetto Costantini

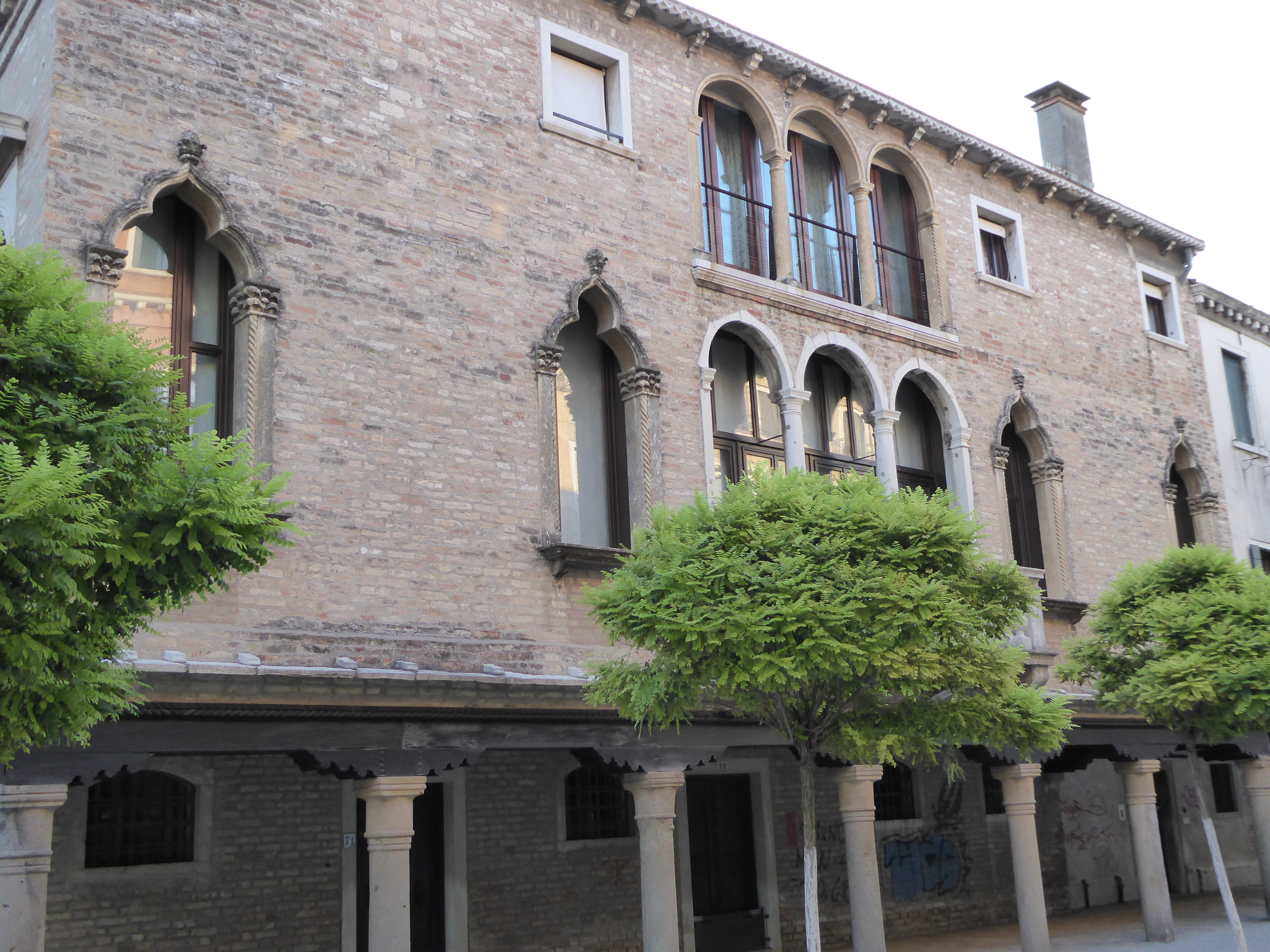
Palazzetto Costantini

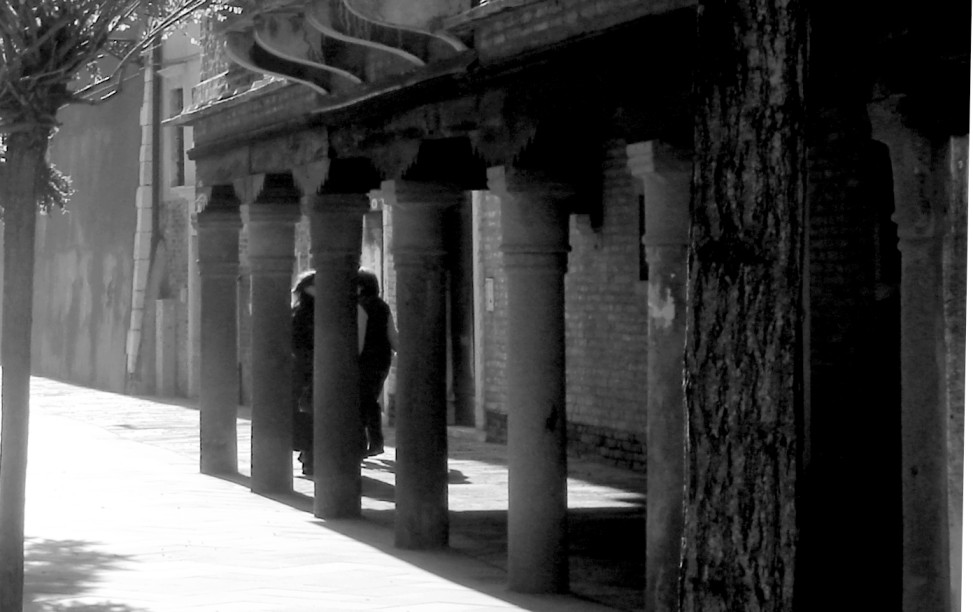
Säulenvorhalle des Palazzetto Costantini

Palazzetto Costantini ist ein Palast in Venedig in der italienischen Region Venetien. Er liegt im Sestiere Dorsoduro mit Blick auf den ehemaligen Rio Terà ai Saloni (heute eine Gasse) neben den Magazzini del Sale.

## Beschreibung
Der Palazzetto Costantini, ein wenig bemerktes Gebäude von bescheidenen Dimensionen, stammt aus dem Mittelalter.
Das charakteristischste Element des Palastes ist sein Hervorspringen gegenüber den benachbarten Gebäuden, ein Trick, den die Erbauer anwenden ließen, um den Platz im Gebäude auch über die Gasse (die ursprünglich ein Kanal war, der im 19. Jahrhundert überbaut wurde) auszudehnen. So öffnet sich im Erdgeschoss eine breite, hölzerne Vorhalle mit Architrav, getragen von einer alten und einfachen Kolonnade, die aus dem 14. Jahrhundert stammt.
Der ursprüngliche Baustil des Palastes war gotisch, erscheint aber heute wegen des späteren Einsatzes von zwei Dreifach-Rundbogenfenstern in der Mitte der beiden oberen Stockwerke gemischt. Diese haben den ursprünglichen Ansatz geändert.